# سعود القحطاني
سعود بن عبد الله بن سالم بن محمد بن قاسم القحطاني من مواليد 7 حزيران/يونيو 1978، هوَ مستشار سابق في الديوان الملكي السعودي بمرتبة وزير، والمشرف العام السابق على مركز الدراسات والشؤون الإعلامية بالديوان الملكي،  كما شغل من قبل منصب مُستشار قانوني في مكتب ولي العهد عبد الله بن عبد العزيز عام 2003، ومستشار في مكتب أكثر من رئيس للديوان الملكي السعودي. أُعفي سعود من منصبه كمستشارٍ إعلاميٍ برتبة وزير في 20 تشرين الأوّل/أكتوبر من عام 2018 وذلك بعدما تداول اسمه في قضية اغتيال الصحفي السعودي جمال خاشقجي، وفي 23 ديسمبر 2019 أعلنت النيابة العامة السعودية بانه تم التحقيق معه وتمت تبرأته لعدم وجود أدلة ضده. حصلَ القحطاني على شهادة البكالوريوس من كلية القانون بجامعة الملك سعود، ثم حصل على درجة الماجستير بامتياز مع مرتبة الشرف في العدالة الجنائية من جامعة نايف العربية للعلوم الأمنية، وعلى العديد من الشهادات العلمية في تخصص القانون والإدارة. إلى جانبِ كل ذلك؛ فالقحطاني كاتبُ رأي في عدة صحف ومجلات سعودية وعربية، وناشطٌ في مواقع التواصل ويُعدّ ضمنَ أكثر الشخصيات تأثيرًا على تويتر في السعودية.

## الحياة المُبكّرة والتعليم
وُلد القحطاني بمدينة الرياض في الأول من رجب لعام 1398 هـ الموافق 7 حزيران/يونيو عام 1978 في أسرة ميسورة الحال لها سيادة قبيلة الوهابة، ووالده هو شيخ شمل قبائل الوهابة من عبيدة قحطان. تلقى تعليمه الأوليّ بمدارس الرياض وأتم الثانوية في معهد العاصمة النموذجي وكان أحد العشرة الأوائل على منطقة الرياض. ثُمّ التحقَ بجامعة الملك سعود فنال منها شهادة البكالوريوس في القانون والتحق بعدها بدورة تأهيل الضباط الجامعيين بالقوات الجوية الملكية السعودية وتخرّج فيها بتقدير ممتاز مع مرتبة الشرف، وتدرج في الرتب العسكرية إلى رتبة نقيب وذلك في كلية الملك فيصل الجوية ثم حُوّل إلى وظيفة مدنية بديوان ولي العهد السعودي كما حصلَ على الماجستير مع مرتبة الشرف في العدالة الجنائية من جامعة نايف العربية للعلوم الأمنية. عُرف ككاتبٍ سياسيّ واجتماعيّ في عدد من الصحف السعودية مثل صحيفة الشرق الأوسط وصحيفة الرياض وذلك قبل انتقاله للديوان الملكي علماً أن له عدة بحوث محكمة في القانون.

## المسيرة المهنيّة
عملَ القحطاني سابقًا كصحفيّ في عددٍ من المواقع والصحف على غِرار إيلاف كما ساهمَ ببعض المقالات في جريدة الرياض. بعد حصولهِ على شهادة في القانون؛ عملَ القحطاني كمستشارٍ لنائب رئيس الديوان الملكي. بحلول عام 2003؛ صارَ سعود مستشارًا قانونيًا للأمير عبد الله بن عبد العزيز. في أوائل العقد الأول من القرن العشرين؛ عُيّن القحطاني بواسطة خالد التويجري لحماية سمعة المملكة العربية السعودية في النت عبرَ «جيش إلكتروني». وفي عام 2008 أصبحَ سعود مسؤولاً عن مراقبة وسائل الإعلام في الديوان الملكي. إلى جانبِ ذلك؛ عملَ القحطاني على نطاق واسع مع هاكينج تيم لأغراض التجسس والقرصنة.
عُيّنَ رسميًا كمستشارٍ للديوان الملكي في عام 2012 وحصل على رتبة وزير عام 2015 معَ صعود الأمير محمد بن سلمان كوليّ لولي العهد. كانَ سعود القحطاني أيضًا رئيسًا للاتحاد السعودي للأمن السيبراني والبرمجة والدرونز (يُعرف اختصارًا بـ SAFCSP)،  كما عملَ في مجلس إدارة عددٍ من المؤسسات على رأسها جامعة الملك عبد العزيز، مؤسسة محمد بن سلمان بن عبد العزيز الخيرية والاتحاد السعودي للأمن السيبراني.

### الحياة العملية
- كُلف بالعمل مُديراً لشؤون الأفراد ثم شؤون الضباط بكلية الملك فيصل الجوية.
- محاضر قانون في كلية الملك فيصل الجوية.
- مستشار قانوني في سكرتاريا ولي العهد عبد الله بن عبد العزيز، 2003.
- مُديراً لدائرة الإعلام في سكرتاريا ولي العهد، 2004.
- نائباً لمدير عام مركز الرصد الإعلامي في الديوان الملكي عام 2005.
- مستشار بمكتب نائب رئيس الديوان الملكي.
- مستشار بمكتب رئيس الديوان الملكي.
- مُدير عام مركز الرصد والتحليل الإعلامي في الديوان الملكي، 2008.
- مستشار في الديوان الملكي بالمرتبة الممتازة إضافة للمهام المُكلف بها، 2012.
- المشرف العام على مركز الدراسات والشؤون الإعلامية في الديوان الملكي بعد دمج الدواوين.
- مستشار في الديوان الملكي بمرتبة وزير بالإضافة للمهام المُكلفه لهُ، 2015.
- رئيس اتحاد الأمن الإلكتروني والبرمجيات 2017.
- المشرف العام على اللجنة العليا للاتحادات الرياضية القتالية 2018.
- مستشار سابق بالديوان الملكي بمرتبة وزير.
- المشرف العام السابق على مركز الدراسات والشؤون الإعلامية بالديوان الملكي.

### المناصب
- عضو مجلس إدارة دارة الملك عبد العزيز
- عضو مجلس إدارة مسك الخيرية
- عضو مجلس إدارة مدارس مسك
- عضو مجلس إدارة الهيئة الملكية لمحافظة العلا
- رئيس مجلس إدارة الاتحاد السعودي للأمن السيبراني والبرمجة
- المشرف العام على كلية الأمير محمد بن سلمان للأمن السيبراني والذكاء الاصطناعي والتقنيات المتقدمة
- رئيس مجلس إدارة مركز التميز لأمن المعلومات
- رئيس مجلس إدارة مركز القيادة والسيطرة للدراسات المتقدمة
- المشرف العام على اللجنة العليا للاتحادات الرياضية القتالية
- عضو شرف في نادي الهلال السعودي

### الحياة الأدبية
كتب القحطاني تحت لقب «ضاري» العديد من القصائد الوطنية التي تغنى بها بعض الفنانين في الوطن العربي منها:
- «تدمع العين» (تغنى بها الفنان راشد الماجد)
- «الراس شامخ» (تغنى بها الفنان علي بن محمد مهداةً للأمير محمد بن سلمان)
- «عز البلاد» (تغنّى بها الفنان علي بن محمد مهداة للأمير محمد بن سلمان).
- «سفينة الدوحة» (تغنى بها المطرب وليد الشامي وكذلك ماجد المهندس)
- «جارنا يا دارنا» (أداء البارق السبيعي)
- «مستقبل الدولة من الباب للباب» (أداء خالد الشليّه وكذلك غناها وليد الشامي)
- «أوبريت آل سعود» (تغنى بها مجموعة من الفنانين مثل وليد الشامي وعبد المجيد عبد الله وراشد الماجد وحسين الجسمي وماجد المهندس)

- قصيدة «برأني اللي كلنا باحتكامه» وهي القصيدة التي كتبها بعد إعلان براءته من الاتهامات الموجهة إليه في قضية قتل جمال خاشقجي.[20][21]

## النشاط السياسي

### الشؤون الداخليّة
برز اسمُ القحطاني بشكل واضح في عام 2017 حيثُ لعب دورًا مُهمًا في الاعتقالات التي طالت عددًا من الأمراء والمثقفين بدعوى الفساد. وبحسب ما أوردتهُ عددٌ من المصادر وعلى رأسها جريدة نيويورك تايمز فقد ضغطَ القحطاني على المحتجزين والموقوفين للتوقيع على تأكيدات وتعهدات مُعيّنة.
حسبَ العديد من المصادر الغربيّة والعربية فإنّ القحطاني قد أشرفَ شخصيًا في عام 2018 على تعذيب عددٍ من الناشطات المُعتقلات في المملكة العربية السعودية،  بل هدّد المُعتقلة لجين الهذلول وهي إحدى الناشطات البارزات داخلَ المملكة والتي كانت تدعو بالسماح للمرأة بقيادةِ السيّارة وإنهاء وصاية الرجال على النساء بالاعتداء الجنسي فضلًا عن تلويحهِ باغتصابها حسبَ ما أكّدتهُ أسرتها في عددٍ من المنابر. حسب أسرة لجين أيضًا؛ فإنّ القحطاني كانَ حاضرًا شخصيًا خلال جلسة استجواب واحدة على الأقل وقد هدد لُجين بالاغتصاب والقتل ومن ثمّ إلقاء جثتها في المجاري.
فيما قالت المحكمة الجزائية السعودية، بأن الهذلول تقدمت بدعوى، ادعت فيها لتعرضها للتعذيب. وعلى الفور، كلفت النيابة العامة بالتحقيق في الدعوى بحكم الاختصاص، وإفادة المحكمة بقيامها باتخاذ الإجراءات كافة للتأكد من صحة ما ذكرته الموقوفة". قدمت النيابة تقريرا للمحكمة، تضمن قيامها بضبط إفادة المدعية كاملة بخط يدها، والاطلاع على ما لديها من أدلة حيال دعواها، وأخذ إفادتها عن تفاصيل ادعائها، كما اطلعت النيابة العامة على التقارير الطبية كافة للمدعية منذ تاريخ القبض عليها، وطلبت النيابة تقريرا من هيئة حقوق الإنسان التي أكدت في تقريرها أن فرق المتابعة والتحقيق لديها زارت مقر السجن الذي توجد فيه الموقوفة، وتمت مقابلتها بعد تقدم والدها بشكوى عن تعرضها للتعذيب، ولم يتضح للهيئة تعرضها لأي نوع من أنواع التعذيب خلال فترة إيقافها. كما استعانت النيابة العامة في السعودية بتسجيلات كاميرات المراقبة وشهادات وإفادات مسؤولين السجن للرد على ما قالته السجينة عن أنها تعرضت للتعذيب والتحرش داخل السجن. وبناء على هذه الأدلة رفضت المحكمة الجزائية السعودية الدعوى في جلستها المنعقدة في 22 ديسمبر 2020، والتي حضرتها لجين، وقالت المحكمة أن "الحكم جاء بعد اطلاع المحكمة على الأدلة والإفادات التي تثبت عدم صحة دعواها".

### الشؤون الخارجيّة
في عام 2016؛ وقّع القحطاني مع شركة الضغط الأمريكية، بي جي آر (بالإنجليزية: Group BGR) والتي ستوفر خدمات العلاقات العامة فضلًا عن إدارة شؤون الإعلام في الديوان الملكي السعودي مُقابلَ 500 ألف دولار أمريكي،  ومع شركة المحاماة الدولية سكواير باتون بوغس (بالإنجليزية: Squire Patton Boggs) لتقديم خدمات المشورة القانونية والإستراتيجية في مجال السياسات والمرافعة القضائية بشأن السياسة الخارجية والقضايا ذات الصلة بالحكومة الأمريكية
مقابل 100 ألف دولار شهريًا بالإضافة إلى النفقات.
خلال الأزمة الدبلوماسية مع قطر؛ حثّ القحطاني عبرَ شبكة تويتر المواطنين السعوديين على ضمّ الذين يتعاطفون أو يؤيدون دولة قطر إلى ما أسماها «القائمة السوداء» من أجلِ التعامل معهم في وقتٍ لاحق. ليسَ هذا فقط؛ بل تُشير بعض المصادر إلّا أن القحطاني نفسه أشرفَ على استجواب سعد الحريري خلال الخلاف بين لبنان والسعودية عام 2017.

## اغتيال جمال خاشقجي
عرّفت أجهزة المخابرات الأمريكية القحطاني بأنه زعيم الفرقة التي اغتالت الصحفي السعودي في واشنطن بوست جمال خاشقجي في سفارة المملكة باسطنبول في تركيا. لقد كانَ القحطاني رئيسًا لما أسماهُ مسؤولو المخابرات الأمريكية باسم «المجموعة السعودية للتدخل السريع» والتي قيلَ إنها نفذت ما لا يقل عن 12 عملية منذ عام 2017.
كان سعود القحطاني على اتصالٍ مع خاشقجي منذ تشرين الأول/أكتوبر 2017 على الأقل كما حذّر خاشقجي من قبل بأن كتاباتهِ العامة تخضع للمراقبة. بحسبِ واشنطن بوست فقد شاركَ القحطاني في محاولة جذب خاشقجي إلى السعودية من خِلال عرضٍ تضمّن العمل مع ولي العهد محمد بن سلمان.
بعد اغتيال خاشقجي في القنصلية السعودية في إسطنبول في الثاني من أكتوبر عام 2018؛ فُصلَ القحطاني من منصبهِ في الديوان الملكي. ووفقًا للمصادر العربية والتركية فقد أشرفَ القحطاني على عمليّة اغتيال خاشقجي حتى أنهُ اتصل بالقنصلية عبر تطبيق سكايب للتحدث معَ خاشقجي وإهانته قبل أن يقول لفريقِ الاغتيال: «أحضروا لي رأس هذا الكلب.» في وقتٍ لاحق وبالتحديدِ في 15 نوفمبر 2018 وجّه المدعي العام السعودي الاتهام لـ 11 شخصًا بالمُشاركة في قتل خاشقجي بمن فيهم القحطاني وبالرغمِ من ذلك فلم يتم إلقاءُ القبض عليهِ رسميًا.
حسبَ واشنطن بوست أيضًا فإنّ القحطاني قد أرسلَ 11 رسالة على الأقل إلى مكتبِ الأمير محمد بن سلمان خلالَ الساعات التي سبقت وتلت اغتيال خاشقجي. هذا الأمر دفعَ ولو بشكلٍ غير مباشر وكالة المخابرات المركزية إلى استنتاج أنّ بن سلمان هو الذي أمرَ بقتل خاشقجي. من جهة أخرى؛ أبلغَ ماهر المطرب وهوَ أحد أعضاء فريق الاغتيال سعود القحطاني بأن «العملية قد اكتملت». في المُقابل؛ رفضت العربية السعودية هذهِ المعطيات والمعلومات مؤكدةً في الوقتِ ذاته على فتحِ تحقيقٍ بطلبٍ من الرياض للنظر في الموضوع.
في نوفمبر 2018 أكّدت السلطات السعودية أنه يجري التحقيق معَ القحطاني كما مُنع من مغادرة البلاد وبحلول الخامس من كانون الثاني/ديسمبر من نفسِ العام أصدرَ مكتب المدعي العام في إسطنبول مذكرة اعتقال بحق سعود القحطاني بتهمة قتل خاشقجي،  إلّا أن وزير الخارجية السعودي عادل الجبير رفضَ طلب تركيا بتسليم القحطاني بعدَ أربعة أيّام قائلاً «إن المملكة العربية السعودية لا تسلم مواطنيها.»
في كانون الثاني/يناير 2019 رفضت السلطات السعودية – وفقًا لواشنطن بوست – تأكيد مكانِ القحطاني، 

### البراءة من الاتهام
في 23 ديسمبر 2019م أعلنت النيابة العامة السعودية براءته من كافة الاتهامات الموجهة لعدم كفاية الأدلة. ويأتي ذلك بعد انعقاد 9 جلسات في قضية خاشقجي وصدر الحكم في الجلسة العاشرة وأوضح المتحدث باسم النيابة السعودية، خلال مؤتمر صحفي أنه تمت محاكمة كل من ثبت تورطه في تلك القضية. وقال أن ممثلين من أسرة خاشقجي حضروا جلسات القضية. كما حضر جلسات المحاكمة ممثلين من الدول الخمس دائمة العضوية في مجلس الأمن، وممثل لتركيا وممثلي المنظمات الحقوقية السعودية. وقالت النيابة العامة السعودية إن المملكة وجهت 13 مذكرة إنابة قضائية لتركيا لتوفير الأدلة ضمن إجراءات كشف ملابسات مقتل خاشقجي، لكن أنقرة لم ترد عليه.